# 泰斯库河
泰斯库河（法語：Tescou，法語發音：[tɛsku]）是法国奥克西塔尼大区塔恩省、塔恩-加龙省与上加龙省的河流，是塔恩河的左支流，长48.8千米。